# Cajuaçu-vermelho
O cajuaçu-vermelho, também conhecido pelos nomes vulgares de cajuaçu, caju-bravo, caju-da-mata, caju-do-mato, cajuí, cajuí-da-mata, cajueiro-da-mata,  cajueiro-do-mato, caju-gigante e mairu é uma planta da família das anacardiáceas, que chega a atingir 40 m de comprimento. É nativa das Guianas e do Brasil, estando presente na Amazónia, Bahia, Goias e Minas Gerais. As flores dispõem-se em grandes panículas. O seu fruto consiste  numa drupa com um grande pedúnculo que se desenvolve até ficar carnudo e de cor vermelha-escura.